# Przemek II opawski

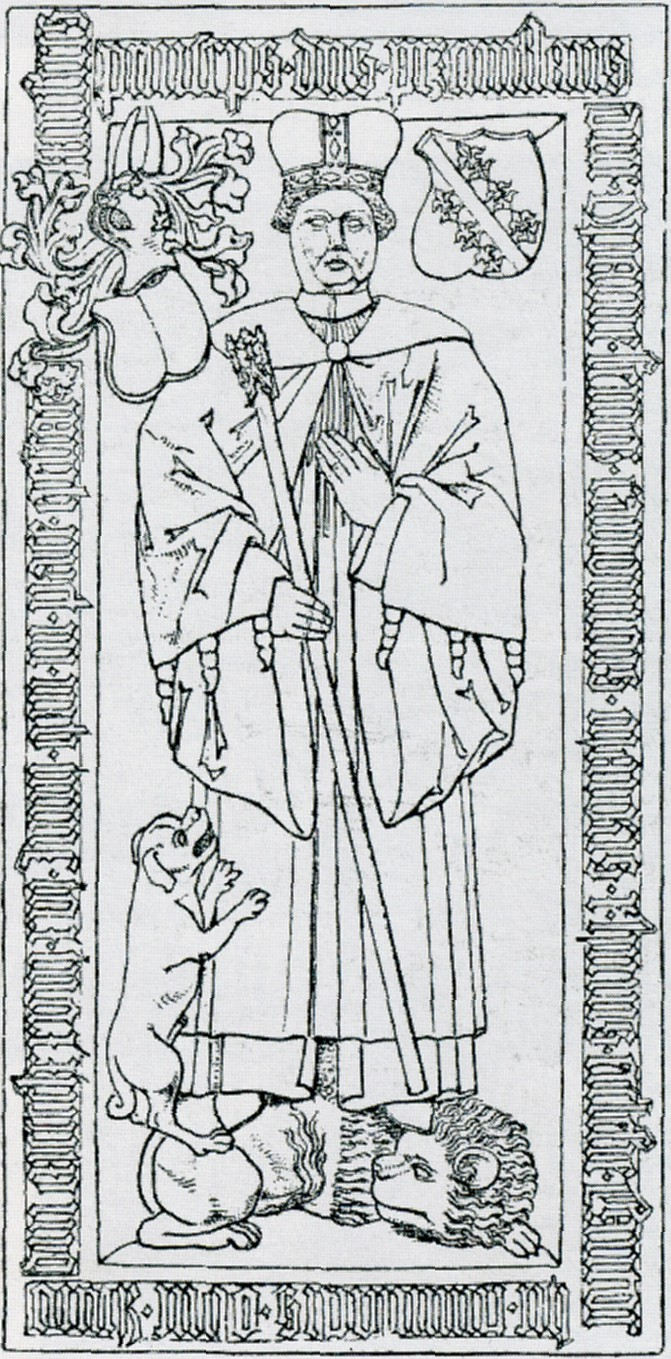
Nagrobek Przemka II opawskiego

Przemek (Przemysław) II opawski (Starszy) (ur. pomiędzy 1423 a 1425, zm. 16 czerwca 1478) – książę opawski wspólnie z braćmi w latach 1433–1464. Pochodził z dynastii Przemyślidów.
Przemek II był najmłodszym synem księcia opawskiego Przemka I i jego drugiej żony Heleny Bośniackiej. Książę w związku z tym, że posiadał czterech starszych braci przyrodnich (byli to: Wacław II, Mikołaj IV, Wilhelm i Ernest), został przeznaczony do kariery duchownej.
Pierwszą prebendą Przemka II była nominacja ok. 1446 r. na członka kapituły katedry we Wrocławiu. Następnie podjął studia teologiczne na uniwersytetach w Krakowie i Wiedniu. Zdobył tam staranne wykształcenie, dzięki czemu mógł napisać traktat astrologiczny pt. Practice verissima domini ducis Przsenikonis data per dominum Petrum presbiterumde Oppavia Ludwico ad faciendam veram et perfectum lunam.
Po skończeniu nauki ok. 1455 r. powrócił do Wrocławia, gdzie w 1465 r. otrzymał stanowisko subdiakona i kantora kolegiaty św. Krzyża.
Przemek II był jednym z poważnych kandydatów na biskupa wrocławskiego, kiedy po śmierci Jodoka z Rożemberka został administratorem diecezji. Niewielkie dochody księcia i brak możliwości odpowiedniej reklamy spowodowały, że wybór kapituły padł na Rudolfa Rüdesheima.
W 1456 r. wspólnie z bratem Ernestem zastawił za 28 000 dukatów swoje prawa do księstwa opawskiego książętom opolskim a osiem lat później przeniósł prawo wykupu zastawu na władcę czeskiego Jerzego z Podiebradów, dzięki czemu stał się współlikwidatorem władztwa Przemyślidów na Opawszczyźnie.
Przemek II opawski zmarł 16 czerwca 1478 i został pochowany we wrocławskim kościele św. Krzyża, gdzie do dziś zachował się jego nagrobek.